# Astragalus gobicus
Astragalus gobicus là một loài thực vật có hoa trong họ Đậu. Loài này được Hanelt & Davazamc miêu tả khoa học đầu tiên.